# Michael Rösler
Michael Rösler (* 3. Mai 1951 in Heidelberg) ist ein deutscher Facharzt für Psychiatrie und Neurologie mit Zusatzbezeichnung Psychotherapie sowie Professor für Psychiatrie. Von 1999 bis 2018 war er Leiter des Instituts für Gerichtliche Psychologie und Psychiatrie des Universitätsklinikums des Saarlandes in Homburg. Im Mittelpunkt seiner Forschung steht die Aufmerksamkeitsdefizit-/Hyperaktivitätsstörung bei Erwachsenen (ADHS).

## Leben
Rösler studierte Humanmedizin an der Universität Mainz und legte 1976 das Staatsexamen ab. 1977 promovierte er mit der Arbeit Die perkutane Chordotomie – Ergebnisse, Komplikationen und Vergleich mit der offenen Operation an der Universität Heidelberg. Von 1977 bis 1979 war er Stabsarzt an der Nervenklinik des Bundeswehrkrankenhauses Koblenz, 1979 bis 1982 Assistenzarzt an der Nervenklinik des Universitätsklinikums des Saarlandes in Homburg. 1981 erlangte er die Anerkennung als Arzt für Neurologie und Psychiatrie mit Zusatzbezeichnung Psychotherapie. Von 1982 bis 1984 war Rösler Oberarzt und Leiter der Psychiatrischen Poliklinik des Universitätsklinikums des Saarlandes, von 1984 bis 1993 Leitender Oberarzt des dortigen Instituts für Gerichtliche Psychologie und Psychiatrie. 1988 wurde ihm die Lehrberechtigung für das Fach Psychiatrie verliehen. 1992 wurde er zum außerplanmäßigen Professor und 1993 zum Professor für Psychiatrie an der Psychiatrischen Universitätsklinik Würzburg ernannt. Von 1999 bis 2018 war er Leiter des Instituts für Gerichtliche Psychologie und Psychiatrie des Universitätsklinikums des Saarlandes.
Rösler ist Mitglied der Leitungsgruppe des Zentralen ADHS-Netzes (Universitätsklinikum Köln). Seit 2000 ist er Vorsitzender der Deutschen Alzheimer Gesellschaft – Landesverband Saarland e. V.

## Leistungen
Röslers Forschungsschwerpunkte sind die Entwicklung psychopathologischer Ratingskalen (z. B. AMDP-System, ADHS-Skalen und forensische Skalen), die Interaktion genetischer und umweltbezogener Faktoren bei gewalttätigem Verhalten und insbesondere Aufmerksamkeitsdefizit-/Hyperaktivitätsstörungen und soziale Anpassungsstörungen bei Erwachsenen (ADHS).
Rösler gehört zu den ersten Forschern in Deutschland, die sich intensiv mit ADHS bei Erwachsenen beschäftigt haben. Er war wissenschaftlicher Leiter einer groß angelegten Studie zur Wirksamkeit eines retardierten Methylphenidat-Präparats bei Erwachsenen mit ADHS (EMMA-Studie).
Rösler ist Autor zahlreicher wissenschaftlicher Arbeiten zur Psychopathologie/Pathogenese von Demenzerkrankungen und war Prüfarzt in vielen klinischen Prüfungen antidementiver Medikamente.

## Veröffentlichungen
Als Herausgeber
- mit Wolfgang Retz, Alexander von Gontard, Frank Paulus (Hrsg.): Soziale Folgen der ADHS. Kinder – Jugendliche – Erwachsene. Kohlhammer, Stuttgart 2014, ISBN 978-3-17-021699-0. (2013 als elektronische Ressource, ISBN 978-3-17-025546-3)
- Diagnose und Therapie der ADHS. Kinder – Jugendliche – Erwachsene. Kohlhammer, Stuttgart 2010, ISBN 978-3-17-021006-6.
- Homburger ADHS-Skalen für Erwachsene. HASE. Hogrefe, Göttingen 2008, DNB 990047202.
- mit Wolfgang Retz, Johannes Thome (Hrsg.): Alzheimer Krankheit. Beltz, Weinheim 1997, ISBN 3-89271-750-8.

Als Autor (Auswahl)
- mit Rolf-Dieter Stieglitz: Diagnostik der ADHS im Erwachsenenalter: Eine Bestandsaufnahme. In: Zeitschrift für Psychiatrie Psychologie und Psychotherapie. 63(1), Januar 2015, S. 7–13, doi:10.1024/1661-4747/a000214.
- mit Konstanze Römer: ADHS mit Persistenz im Erwachsenenalter – Symptomatik und Therapie. In: Lege artis – Das Magazin zur ärztlichen Weiterbildung, 4. Jg., Nr. 3, Juni 2014 S. 162–167, doi:10.1055/s-0034-1383439.
- Wo liegt die Zukunft der forensischen Psychiatrie? In: Hermann Witter (Hrsg.): Der psychiatrische Sachverständige im Strafrecht. Springer, Berlin 2013, ISBN 978-3-540-17885-9, S. 115–143.
- mit Tillmann Supprian u. a.: Aufmerksamkeitsdefizit-/Hyperaktivitätssyndrom im höheren Lebensalter. In: Bettina Wilms (Hrsg.): Psychotherapie im Dialog. ADHS bei Erwachsenen. Georg Thieme Verlag, Stuttgart 2011, ISBN 978-3-13-165891-3, S. 228–230.
- mit Werner Retz: Therapieresistenz in der Behandlung von ADHS im Erwachsenenalter. In: Max Schmaus, Thomas Messer (Hrsg.): Therapieresistenz bei psychischen Erkrankungen. Elsevier, München 2009, ISBN 978-3-437-23085-1, S. 175–188.
- mit Roland Fischer u. a.: A randomised, placebo-controlled, 24-week, study of low-dose extended-release methylphenidate in adults with attention-deficit/hyperactivity disorder. In: European Archives of Psychiatry and Clinical Neuroscience. Februar 2009, Bd. 259, Nr. 2, S. 120–129, doi:10.1007/s00406-008-0845-4.
- ADHS – Störung des Sozialverhaltens – Antisoziale Persönlichkeitsstörung. In: Christine M. Freitag, Wolfgang Retz (Hrsg.): ADHS und komorbide Erkrankungen. Kohlhammer, Stuttgart 2007, ISBN 978-3-17-019081-8, S. 95–106.
- mit Thomas Wobrock u. a.: Ausprägung, Stabilität und Muster kognitiver und nicht kognitiver Symptome bei Patienten mit Alzheimer-Demenz. In: Fortschritte der Neurologie – Psychiatrie. 2003, 71(4), S. 199–204, doi:10.1055/s-2003-38509.
- mit Tillmann Supprian: Ethische Probleme in der Demenzforschung. In: Dominik Groß (Hrsg.): Zwischen Theorie und Praxis. Band 2: Ethik in der Medizin in Lehre, Klinik und Forschung (= Würzburger medizinhistorische Forschungen. Bd. 6). Königshausen & Neumann, Würzburg 2002, ISBN 3-8260-2271-8, S. 147–158.
- mit Rolf-Dieter Stieglitz: Standardisierte psychopathologische Befunderfassung in der forensischen Psychiatrie. In: Monatsschrift für Kriminologie und Strafrechtsreform 79. Jg., Nr. 1/2, 1996, S. 223–237.